# Buffalo Tom
Buffalo Tom is een alternatieve rockband uit Boston, Massachusetts, geformeerd eind jaren 80.
Het debuutalbum en de opvolger werden opgenomen en deels geproduceerd door Dinosaur Jr. gitarist/frontman J Mascis.

## Discografie

### Albums
| Album met eventuele hitnotering(en) in de Nederlandse Album Top 100 | Datum van verschijnen | Datum van binnenkomst | Hoogste positie | Aantal weken | Opmerkingen   |
| ------------------------------------------------------------------- | --------------------- | --------------------- | --------------- | ------------ | ------------- |
| Buffalo Tom                                                         | 1988                  | -                     |                 |              |               |
| Birdbrain                                                           | 1990                  | -                     |                 |              |               |
| Let me come over                                                    | 1992                  | 28-03-1992            | 58              | 17           |               |
| Big red letter day                                                  | 1993                  | 02-10-1993            | 51              | 17           |               |
| Sleepy eyed                                                         | 1995                  | 22-07-1995            | 29              | 11           |               |
| Smitten                                                             | 1998                  | -                     |                 |              |               |
| A-sides from Buffalo Tom: 1988-1999                                 | 2000                  | -                     |                 |              | Verzamelalbum |
| Besides: A collection of B-sides and rarities                       | 2002                  | -                     |                 |              | Verzamellabum |
| Instant Live 06/10/05 Paradise, Boston                              | 2005                  | -                     |                 |              | Livealbum     |
| Three easy pieces                                                   | 06-07-2007            | -                     |                 |              |               |
| Skins                                                               | 04-03-2011            | 12-03-2011            | 85              | 1            |               |
| Quiet and Peace                                                     | 02-03-2018            | 12-03-2018            | 199             | 1            |               |

| Album met hitnotering(en) in de Vlaamse Ultratop 200 albums | Datum van verschijnen | Datum van binnenkomst | Hoogste positie | Aantal weken | Opmerkingen |
| ----------------------------------------------------------- | --------------------- | --------------------- | --------------- | ------------ | ----------- |
| Sleepy eyed                                                 | 1995                  | 05-08-1995            | 26              | 9            |             |
| Three easy pieces                                           | 2007                  | 14-07-2007            | 44              | 7            |             |
| Skins                                                       | 2011                  | 12-03-2011            | 42              | 3*           |             |
| Quiet and Peace                                             | 02-03-2018            | 10-03-2018            | 60              | 3            |             |

### Singles
| Single met eventuele hitnotering(en) in de Nederlandse Top 40 | Datum van verschijnen | Datum van binnenkomst | Hoogste positie | Aantal weken | Opmerkingen              |
| ------------------------------------------------------------- | --------------------- | --------------------- | --------------- | ------------ | ------------------------ |
| Taillights fade                                               | 1992                  | 02-05-1992            | tip12           | -            | #51 in de Single Top 100 |
| I'm allowed                                                   | 1993                  | -                     |                 |              | #37 in de Single Top 100 |

### Overige singles & ep's
- Sunflower Suit (1989)
- Enemy (1989)
- Crawl (1990)
- Birdbrain (1990)
- Fortune Teller (1991)
- Velvet Roof (1992)
- Tail Lights Fade (1992)
- Mineral (1992)
- Sodajerk (1993)
- Treehouse (1993)
- I'm Allowed (1994)
- Summer (1995)
- Tangerine (1995)
- Wiser (1998)
- Knot In It/ Rachael (1999)
- Going Underground (2000)
- Bad Phone Call (2007)